# Козлова, Елена Борисовна
Елена Борисовна Козлова (1907, город Одесса, теперь Одесской области — 1991) — советская деятельница, новатор производства, ткачиха-многостаночница Одесской джутовой фабрики имени Хворостина. Депутат Верховного Совета СССР 3-4-го созывов. Кандидат в члены ЦК КПУ в 1956—1960 годах.

## Биография
Родилась в семье рабочего Одесской джутовой фабрики. В 1925 году окончила Одесскую школу фабрично-заводского обучения.
С 1925 года работала в прядильном цехе Одесской джутовой фабрики. В 1935 году одной из первых на фабрике начала работать на двух станках.
В 1941 году, с началом Великой Отечественной войны, была эвакуирована в город Батуми Грузинской ССР. В 1943—1944 годах — на работе в детском саду прядильно-джутовой фабрики в городе Фрунзе (теперь — Бишкек) Киргизской ССР. В 1944 году вернулась в Одессу.
В 1944—1950-х годах — ткачиха-многостаночница, помощник мастера прядильного цеха Одесской джутовой фабрики имени Хворостина. Перешла работать в ту же бригаду, где работал до Великой Отечественной войны бригадиром ее муж, который погиб на фронте.
Член КПСС с 1953 года. Делегат XX съезда (1956) Коммунистической партии Советского Союза. В 1947 году была избрана депутатом Одесского городского совета, в 1948 году — членом президиума Одесского областного совета профессиональных союзов.

## Награды
- орден Трудового Красного Знамени
- ордена
- медали